# Bullet with Butterfly Wings
«Bullet with Butterfly Wings» (с англ. — «Пуля с крыльями бабочки») — песня американской рок-группы The Smashing Pumpkins, первый сингл из альбома Mellon Collie and the Infinite Sadness 1995 года. «Bullet with Butterfly Wings» стала первым хитом Pumpkins, попавшим в Top-40 чарта Billboard Hot 100, также песня провела шесть недель на второй строчке чарта Modern Rock Tracks и достигла 4-го места в хит-параде Mainstream Rock Tracks. В 2009 году музыкальный телеканал VH1 поместил песню на 91-ю позицию в списке «100 лучших хард-рок песен всех времён», помимо этого композиция заняла 70-ю строчку в рейтинге журнала Rolling Stone «100 величайших гитарных песен всех времён». В 1997 году песня стала лауреатом премии «Грэмми» в номинации «Лучшее исполнение в стиле хард-рок».

## Создание
Наброски этой песни были сделаны ещё в 1993 году, во время сочинения альбома Siamese Dream. По словам лидера группы Билли Коргана: «у меня есть запись 1993 года, где мы играем начальную часть песни — „world is a vampire“ снова и снова». Однако, он закончил её лишь два года спустя, дописав строчку — «крыса в клетке» и исполнив песню на акустической гитаре, на той же сессии была записана композиция «Landslide». Строчка: «Но ты можешь притвориться, хотя бы ещё на одно шоу?» скорее всего относится к выступлению группы на фестивале Lollapalooza (1993), где Pumpkins были хедлайнерами — это выступление Корган сравнил с «шоу по привычке» (рус. old job). В строчке: «Иисус был единственным сыном / Скажи, что я избранный» Корган, возможно, сопоставляет себя с Иисусом Христом (косвенно он возвращается к этой теме в «Thirty-Three»).
Би-сайд сингла — композиция «…Said Sadly» является одной из немногих песен The Smashing Pumpkins, написанных и спетых Джеймсом Ихой. Сингл был переиздан в 1996 году как часть бокс-сета The Aeroplane Flies High, новая версия содержала ряд бонусных треков, которые были кавер-версиями композиций популярных рок-групп 70-х и 80-х годов.

## Отзывы критиков
Эми Хенсон из Allmusic писала в своём обзоре:
Проницательно подметив кредо Поколения Х, что „мир это вампир, который выпьет тебя до дна“, Корган делает шаг в сторону от мейнстрима и демонстрирует своё собственное видение мира посредством песни, которая была охарактеризована как „исповедальная поэзия“ — автор открыт и честен, перед слушателем. Автобиографичная „Bullet with Butterfly Wings“ состоит из религиозного подтекста и чертовски хорошей музыкальной составляющей, которая отлично дополняет лирику. „Bullet with Butterfly Wings“ стала первым синглом альбома Mellon Collie, идеально продемонстрировав насколько преобразилось музыкальное видение группы и став своеобразным каркасом для следующих песен.

## Музыкальное видео
Музыкальное видео было снято режиссёром Сэмюэлем Байером, его сюжет содержит концептуальные элементы. Визуальный ряд был вдохновлён работами бразильского фотографа Себастьяна Сальгадо на алмазном руднике, на контрасте с этим, группа демонстрирует свой новый «глэм-роковый имидж — в частности, Корган одет в чёрную рубашку с надписью Ноль» и серебряные брюки. После этого видео Корган кардинально поменял свой имидж — побрился налысо.

## Список композиций
Оригинальный Американский/Британский CD сингл
| №  | Название                      | Автор(ы)     | Длительность |
| -- | ----------------------------- | ------------ | ------------ |
| 1. | «Bullet with Butterfly Wings» | Билли Корган | 4:16         |
| 2. | «...Said Sadly»               | Джеймс Иха   | 3:09         |

В «…Said Sadly» звучит вокал Нины Гордон из группы Veruca Salt.
Переиздание 1996 года
| №  | Название                      | Автор(ы)        | Длительность |
| -- | ----------------------------- | --------------- | ------------ |
| 1. | «Bullet with Butterfly Wings» | Билли Корган    | 4:16         |
| 2. | «...Said Sadly»               | Джеймс Иха      | 3:09         |
| 3. | «You're All I've Got Tonight» | The Cars        | 3:10         |
| 4. | «Clones (We're All)»          | Alice Cooper    | 2:43         |
| 5. | «A Night Like This»           | The Cure        | 3:36         |
| 6. | «Destination Unknown»         | Missing Persons | 4:14         |
| 7. | «Dreaming»                    | Blondie         | 5:11         |

Грампластинка 7" двойной A-сайд сингл (США)
| №  | Название                      | Автор(ы)     | Длительность |
| -- | ----------------------------- | ------------ | ------------ |
| 1. | «1979»                        | Билли Корган | 4:24         |
| 2. | «Bullet with Butterfly Wings» | Билли Корган | 4:16         |

## Кавер-версии
- Панк-рок группа The Menzingers[англ.] из пенсильванского Скрантона исполняла эту песню в финале своих шоу, во время турне 2013 года[19].
- Мелодик-хардкор группа Four Year Strong записала кавер-версию песни для своего альбома Explains It All (2009), на котором они собрали песни известных групп, выпущенные 1990 году[20].
- Sigue Sigue Sputnik перепели песню для сборника A Gothic-Industrial Tribute to The Smashing Pumpkins (2001)[21].
- Грув-метал группа Skinlab[англ.] включила свою версию песни в сборник Nerve Damage (2004)[22].
- Ню-метал группа Ill Niño записала кавер-версию для своей пластинки Dead New World (2010)[23].
- Музыкальный коллектив The Ghost and the Grace[англ.] перепел эту песню для одноименного сингла, выпущенного ограниченным тиражом (2009)[24].
- Группа Hawthorne Heights записала свой вариант песни для сборника, посвященного творчеству The Smashing Pumpkins, он был издан в 2007 на лейбле MySpace Records[25].

## В популярной культуре
- В слегка отредактированном варианте песня звучит в заставке шоу «Китовые войны»[англ.] телеканала Animal Planet, которое посвящено борьбе Общества охраны морской фауны против японских китобоев в заповеднике Южного океана[26]. Также песня звучит в эпизоде мультсериала South Park «Китовые шлюхи», пародирующем шоу «Whale Wars»[27].
- «Странный Эл» Янкович исполнил один из куплетов «Bullet with Butterfly Wings» в своей песне «The Alternative Polka», которая была выпущена в альбоме Bad Hair Day[28].
- Песня присутствует в качестве играбельного трека в видеоигре Guitar Hero 5[англ.][29].
- Песня звучала в анонсирующих трейлерах таких игр, как Dead Space 2[30] и Battlefield 1[31].
- Также эта песня звучит в одной из сцен фильма «Чёрный Адам».